# Heliocidaris
Genre
Heliocidaris est un genre d'oursins réguliers de la famille des Echinometridae.

## Caractéristiques

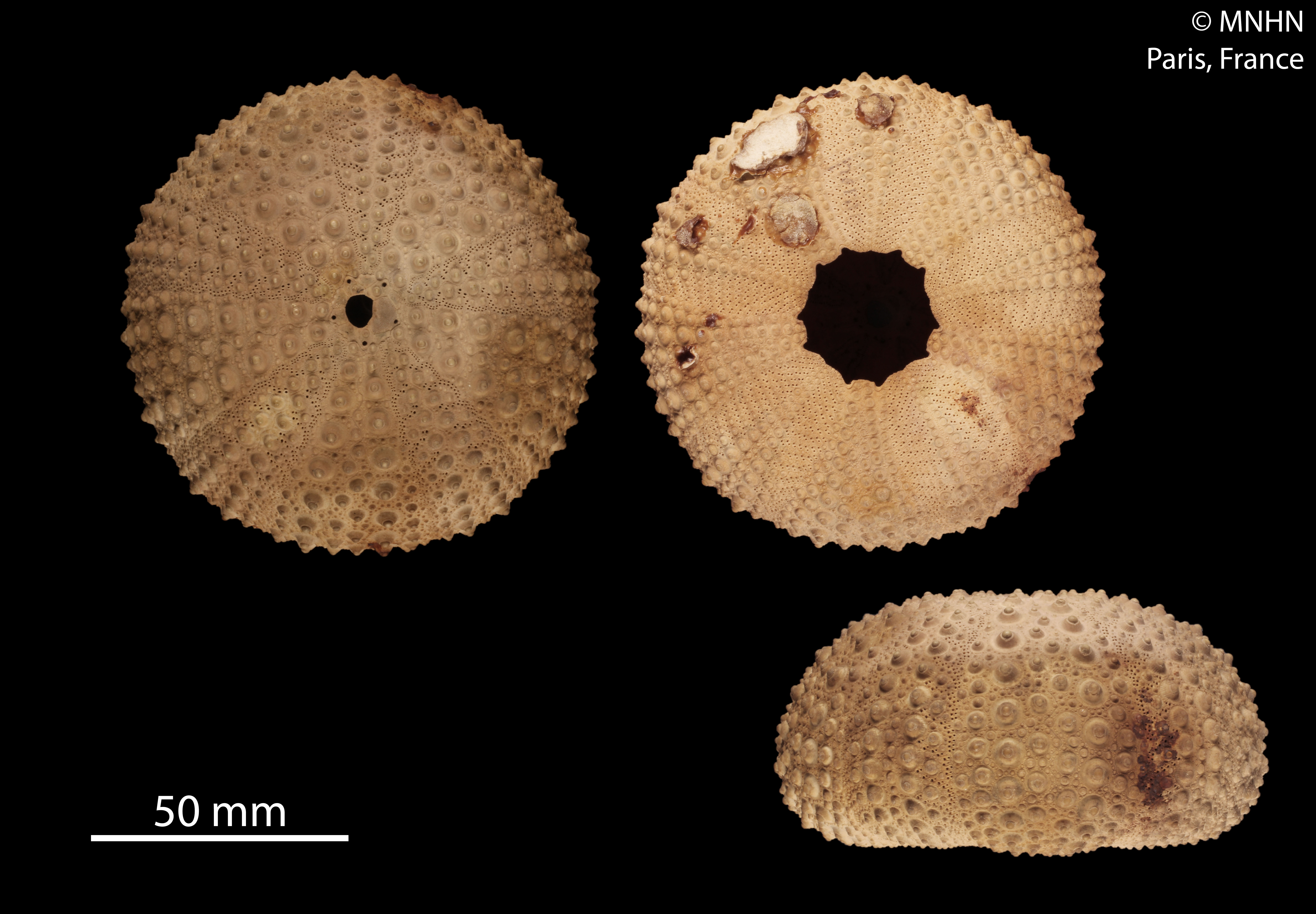
Test dHeliocidaris tuberculata (MNHN)

Ce sont des oursins réguliers de forme canonique : test (coquille) plus ou moins globulaire, radioles (piquants) fines, pointues et de longueur moyenne (égale au rayon du test), symétrie pentaradiaire reliant la bouche située au centre de la face orale (inférieure) à l'anus situé à l'apex aboral (pôle supérieur).
Ce genre se distingue par certains caractéristiques squelettiques. Son disque apical est hémicyclique, et ses ambulacres polygéminés avec sept à dix paires de pores par plaque composée sur l'espèce-type, disposées en arcs. Chaque plaque porte un tubercule primaire. Les zones ambulacraires sont pétalloïdes sur la surface orale. Les plaques interambulacraires sont grossièrement tuberculées, avec des tubercules primaires bien distincts flanqués par de gros tubercules secondaires. Les radioles mesurent environ la moitié du diamètre du test. Ces oursins portent des pédicellaires globifères.
Ce genre est apparu au Miocène, et persiste sur les côtes de l'océan Pacifique, du Japon à la Nouvelle-Zélande en passant par l'Australie.

## Liste d'espèces
Selon World Register of Marine Species (4 novembre 2013) :
- Heliocidaris australiae (A. Agassiz, 1872) -- Australie (sud-est)
- Heliocidaris bajulus (Dartnall, 1972) -- Australie (Tasmanie)
- Heliocidaris crassispina (A. Agassiz, 1863) -- Japon et mer de Chine
- Heliocidaris erythrogramma (Valenciennes, 1846) -- Australie tempérée et Nouvelle-Zélande (espèce majeure d'Australie)
- Heliocidaris robertsi Lindley, 2004 -- Papouasie-Nouvelle-Guinée
- Heliocidaris tuberculata (Lamarck, 1816) -- Australie orientale
- Heliocidaris ludbrookae Philip, 1965 † -- Espèce fossile du Miocène inférieur, Australie

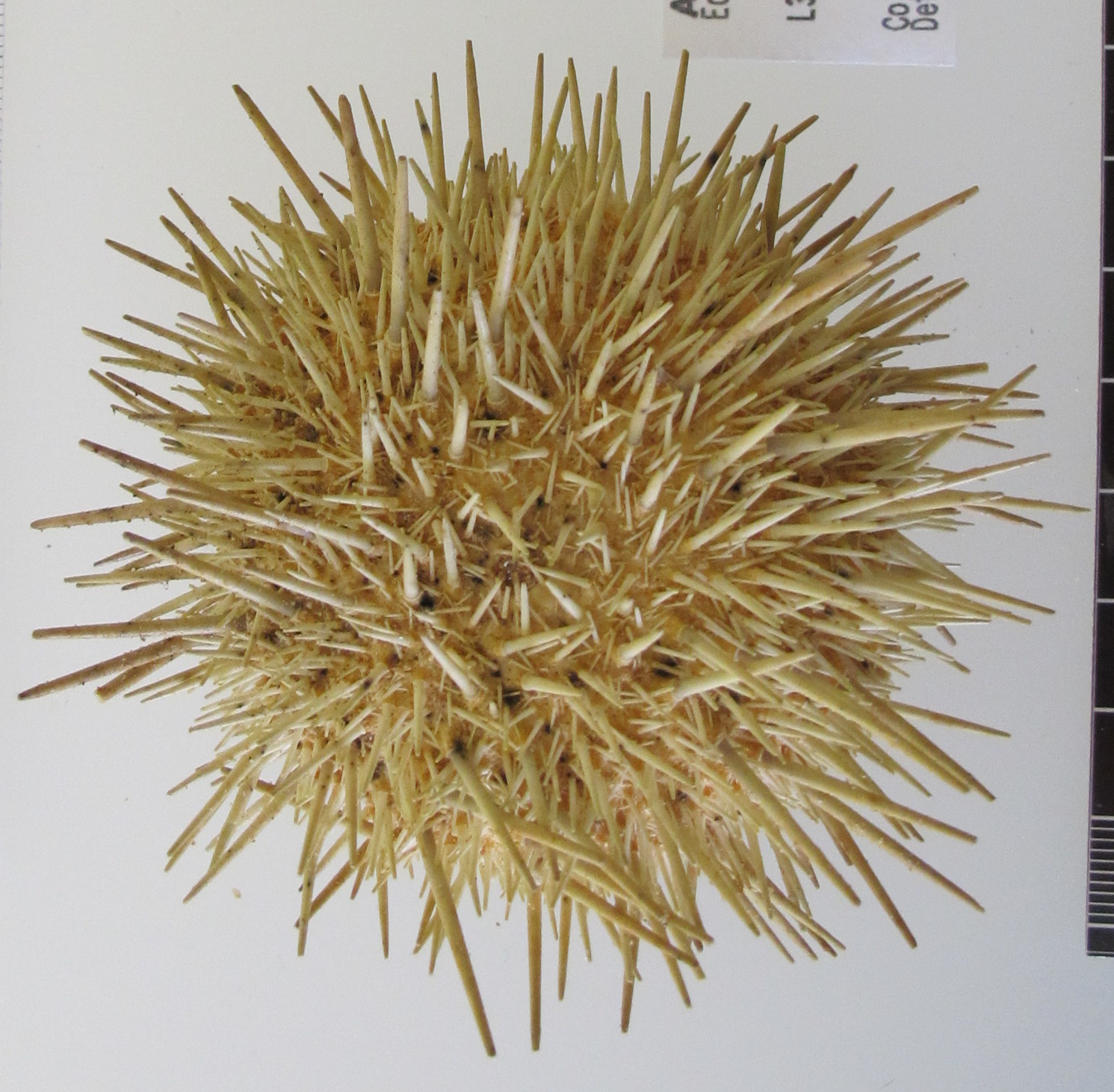
Heliocidaris australiae
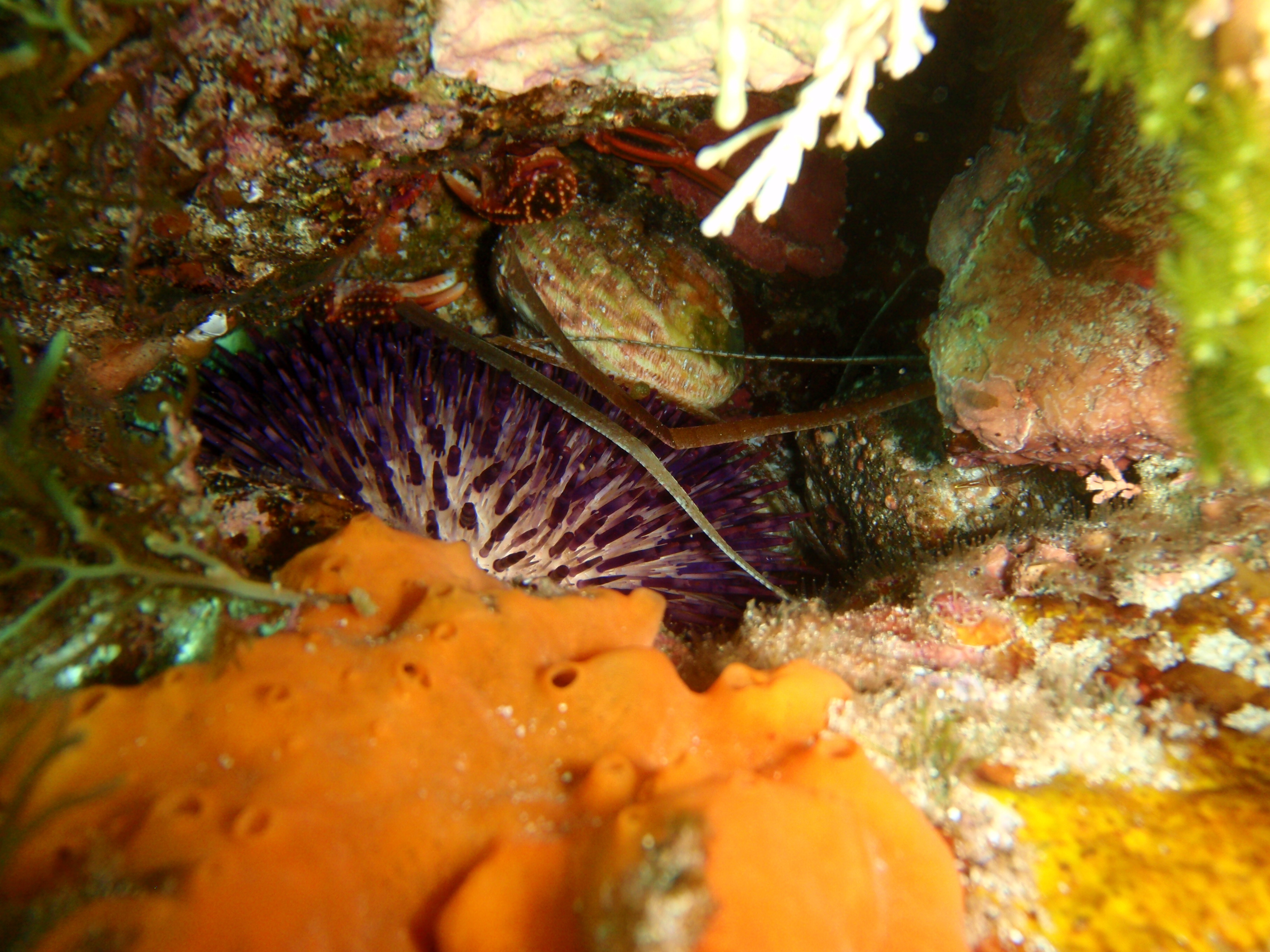
Heliocidaris erythrogramma
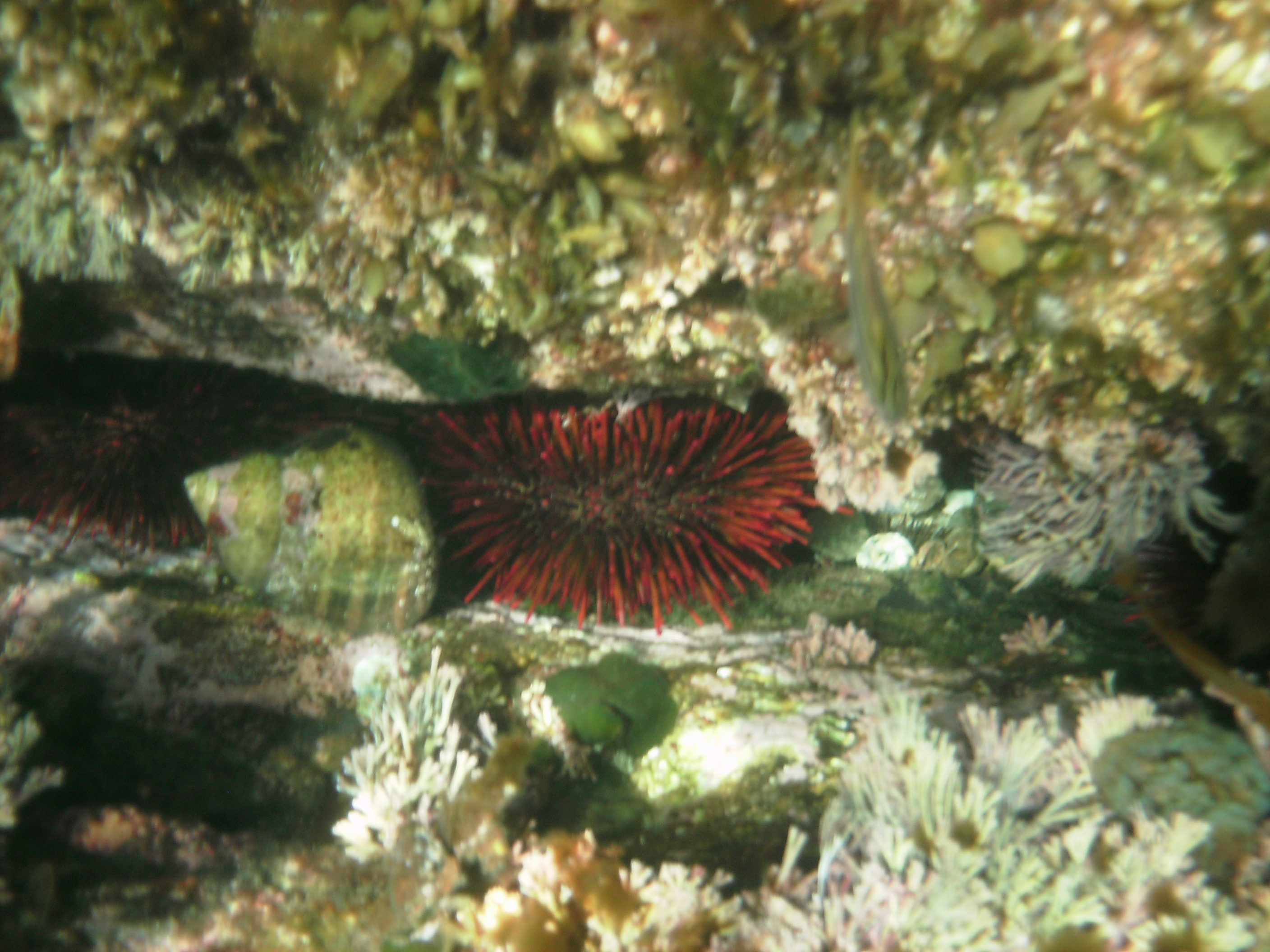
Heliocidaris tuberculata